# Serie (biología)
En botánica y sistemática, una serie es una subdivisión de un género, un rango taxonómico inferior al de la sección (y subsección) pero superior al de las especies.
Las secciones y/o series se utilizan típicamente para ayudar a organizar géneros muy grandes, que pueden tener cientos de especies.

## Comercialización de cultivares
El término "serie" también se utiliza (en la comercialización de semillas) para agrupar cultivares, pero este término no tiene un estatus formal con ese significado en el ICNCP.

### Botánica
En plantas, series debe ser en latín -emates y en español -enománidos, en plantas en ejemplo por "Prenallomates" (prenaloenománidos), en algas, series debe ser en latín -oteres y en español -otímidos, en algas en ejemplo por "Somoteres" (somotímidos), y en hongos, series debe ser en latín -aricomycetes y en español -aricómidos, en hongos en ejemplo por "Adrifomaricomycetes" (adrifomararicómidos).

### Zoología
Series de zoología son usados en los reinos Animalia, Protozoa, y en los dominios Archaea y Bacteria en sufijo en latin emenis o en español emínidos.